# Astenus nigromaculatus
Astenus nigromaculatus – gatunek chrząszcza z rodziny kusakowatych i podrodziny żarlinków.
Gatunek ten został opisany w 1858 roku przez Wiktora Moczulskiego jako Sunius nigromaculatus.
Chrząszcz o wydłużonym i nieco spłaszczonym ciele długości od 3 do 3,5 mm. Głowę, przedplecze i cztery początkowe segmenty odwłoka ma żółtoceglaste do czerwonawych, piąty tergit odwłoka czarny z czerwonawym wierzchołkiem, zaś pokrywy żółte, zwykle z czarną kropką pośrodku. Duża, znacznie dłuższa niż szersza głowa jest ponad oczami łopatowato ku przodowi wydłużona. Przedplecze jest najszersze w części przedniej, nieobrzeżone, zaopatrzone w dwie pary długich szczecinek na bocznych krawędziach. Pokrywy są dłuższe niż szerokie, szersze i wyraźnie dłuższe od przedplecza. Odwłok jest słabo rozszerzony ku tyłowi i ma tergity pozbawione poprzecznych bruzd nasadowych. W przypadku trzech początkowych tergitów odległości między bruzdami bocznymi są około dwukrotnie większe niż długości tychże tergitów. Szósty sternit odwłoka u samca trójkątne wcięcie na tylnym brzegu.
Owad znany z Hiszpanii, Wysp Kanaryjskich, Madery, Afryki Północnej, Bliskiego Wschodu i krainy afrotropikalnej. Na wschód sięga do Kaukazu, okolic Morza Kaspijskiego i Zatoki Perskiej. Zasiedla obszary półpustynne. Z terenu Polski został jednokrotnie, błędnie wykazany z okolic Zamościa.